# Guericke-Haus

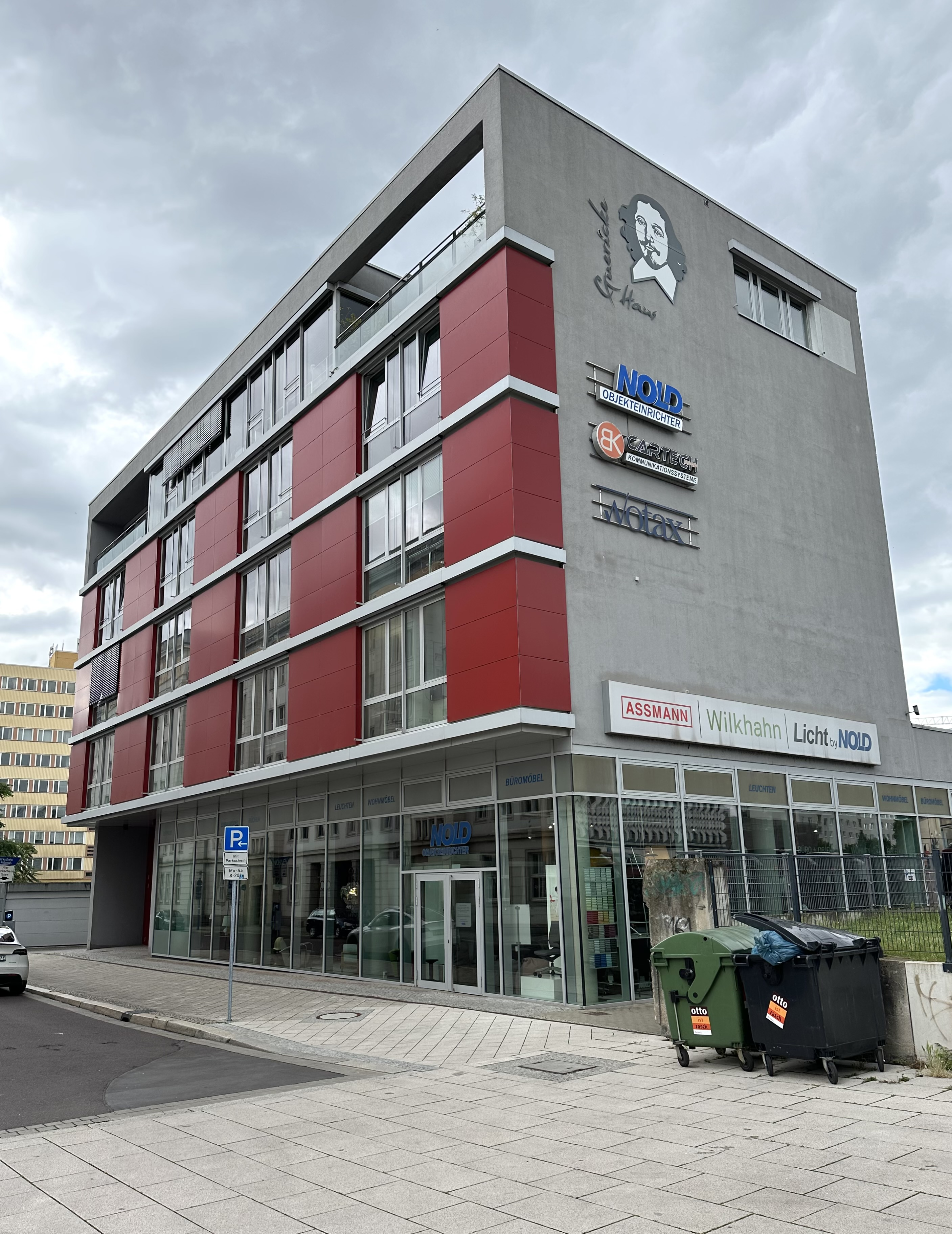
Guericke-Haus, 2024

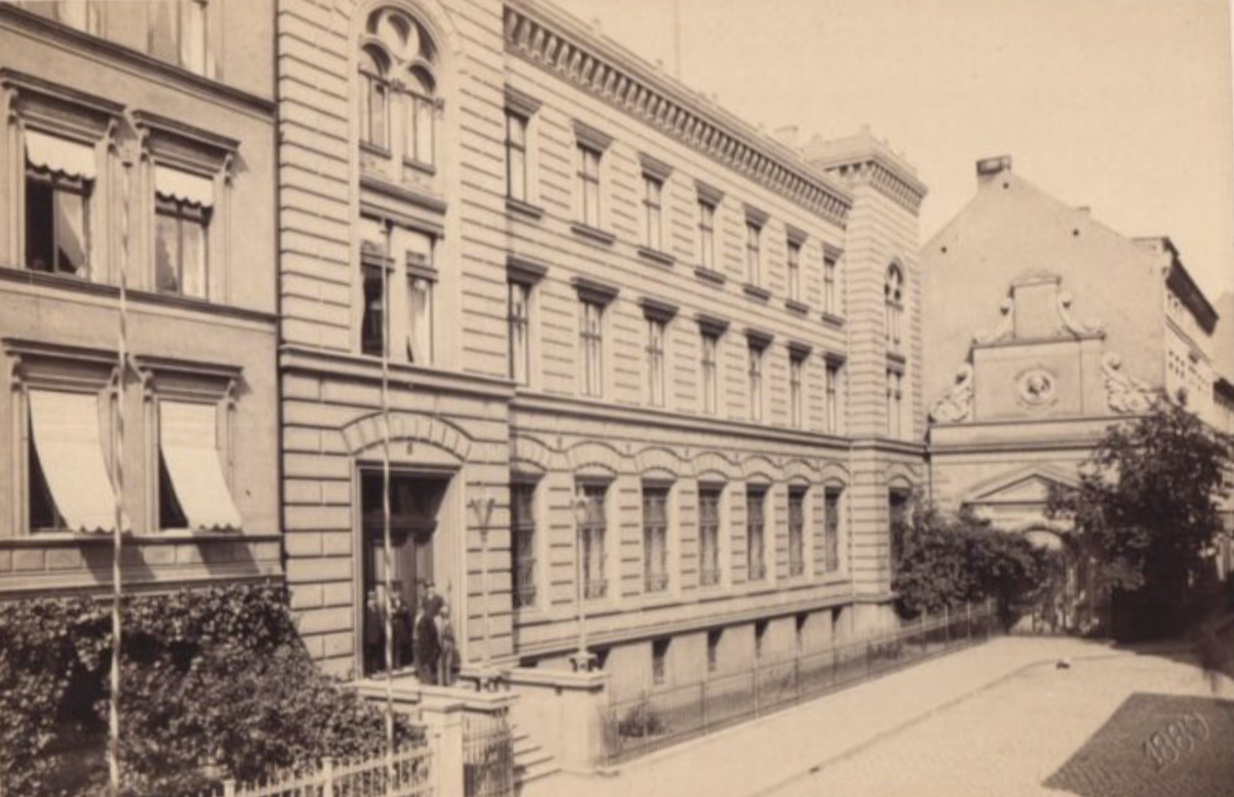
Vorgängerbau im Jahr 1880, im Hintergrund die Portale des alten Guerickschen Hauses am Westgiebel des Hauses Große Münzstraße 5

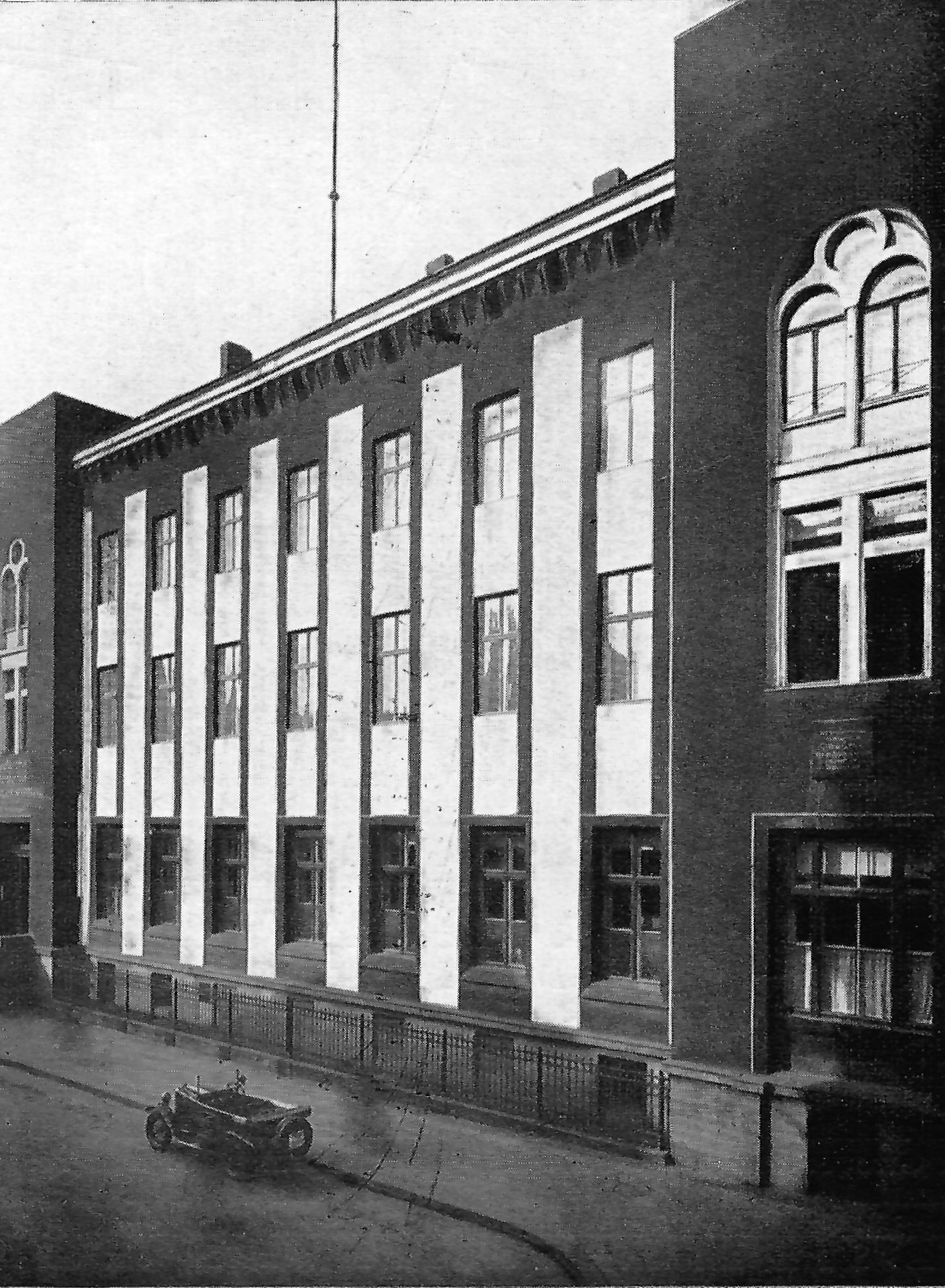
Sparkassengebäude in den 1920er Jahren

Das Guericke-Haus ist ein Geschäftshaus in Magdeburg in Sachsen-Anhalt. Der Name verweist auf den bekannten Magdeburger Bürgermeister und Naturwissenschaftler Otto von Guericke, der lange in einem Haus auf diesem Grundstück lebte und arbeitete.

## Lage
Das Gebäude befindet sich in der Magdeburger Altstadt auf der Nordseite der Großen Münzstraße an der Adresse Große Münzstraße 6.

## Geschichte und Architektur
Bis zu seinem Tod im Jahr 1620 gehörte das Brauhaus dem Stadtschultheißen Hans Gerike. Er vererbte es an seinen Sohn Otto Gerike, später geadelt zu Otto von Guericke, der den Besitz 1625 antrat. Nach den Zerstörungen des Jahres 1631 baute Gerike es im Jahr 1639 wieder auf. Der bekannte Naturwissenschaftler Gerike brachte an diesem Haus das Magdeburger Thermometer an. Es war weltweit das erste Mal, dass an einem Haus ein solches Instrument angebracht worden war. Das Grundstück war der Ort vieler Experimente Guerickes. 1759 veräußerten die Guerickschen Erben das Haus an die westlich angrenzende Königliche Münze (Große Münzstraße 7, 8). Die Münze wurde jedoch 1767 geschlossen. Das Haus wurde als Teil des Komplexes Große Münzstraße 6 bis 8 Teil der Königlichen Bank.
1868 wurde das Haus für die Erweiterung der Straße abgerissen, wobei das benachbarte Haus Nummer 5 jedoch stehen blieb. An dessen somit freistehendem Westgiebel wurden die beiden ursprünglichen Portale des Guerickschen Hauses ineinandergestellt angebracht. Darüber wurde eine Inschrift platziert. Im Zuge eines Neubaus des Hauses Nummer 6 wurden die Portale wieder entfernt und auf dem Hof des Kaiser-Friedrich-Museums aufgestellt. Der Giebel der Nummer 5 erhielt stattdessen ein Reliefbild des Guerickschen Hauses. Am Guericke-Haus selbst wurde eine Bronzetafel befestigt. Im Jahr 1871 wurde als Inschrift des Hauses Nummer 6 überliefert:
Ab 1872 befand sich die Reichsbank-Hauptstelle im Gebäude. Die Nummern 7 und 8 waren wieder abgetrennt. Ab 1924 war das Gebäude Sitz der Stadtsparkasse Magdeburg.
Anfang des 21. Jahrhunderts wurde das Gebäude der Stadtsparkasse abgerissen, obwohl es im größeren Umkreis das einzige Gebäude war, das die Zerstörung der Stadt Magdeburg im Zweiten Weltkrieg überstanden hatte. An seiner Stelle entstand der 2009 bezogene, viereinhalbgeschossige, moderne Neubau, der in seiner Bezeichnung die Tradition des Standorts aufnahm.

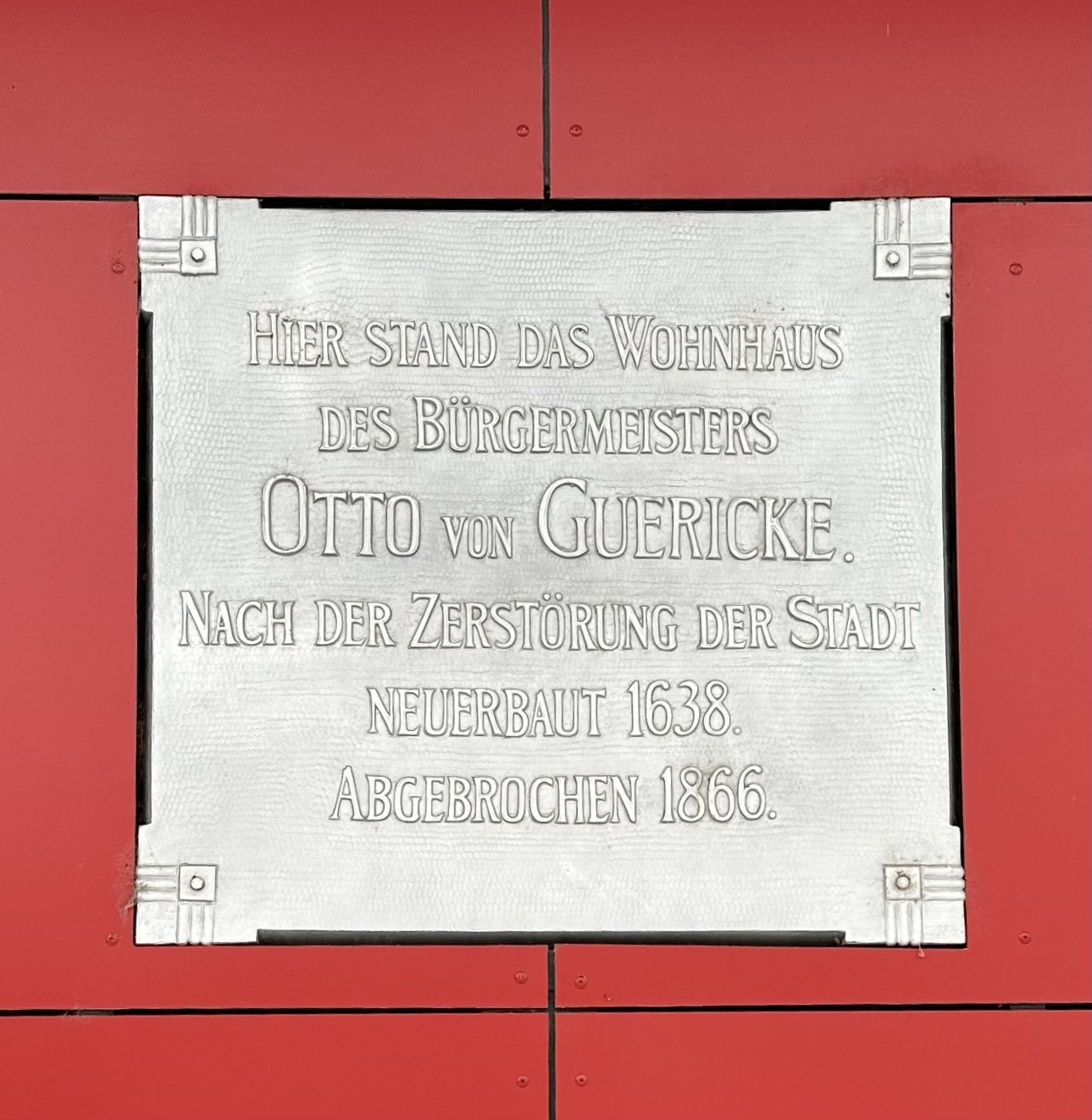
Gedenktafel, 2024

Am Erdgeschoss wurde die vom Vorgängerbau gesicherte Erinnerungstafel wieder angebracht. Die Tafel trägt die Inschrift: